# Rebeca Diva
Rebeca Diva (Diva Rebeca de Lourdes Guíñez Mardones; * in El Carmen) ist eine chilenische Sängerin.

## Leben und Wirken
Diva studierte Gesang bei Eugenia Andreu: Sie leitete ab 1980 die Escuela de Cultura y Difusión Artística und produzierte ab dem gleichen Jahr Programme bei Radio La Discusión in Chillán. Für ihre Verdienste um die Förderung der Musik erhielt sie 1982 den Premio Municipal de Arte der Stadt. Seit Mitte der 1980er Jahre unterrichtete sie an verschiedenen Schulen in Santiago.
1978 nahm sie ihr erstes Album mit eigenen Kompositionen auf. In Santiago entstanden die LPs El nuevo ruiseñor de Chile (1990) und Somos (1992). Erstere enthielt u. s. Kompositionen von Osvaldo Jeldres und Leonel Meza sowie die Vertonung eines eigenen Gedichtes von Raúl Lara. Auf letzterer, die unter der musikalischen Leitung des Pianisten René Calderón entstand, sang sie gemeinsam mit Arturo Gatica u. a. Solamente una vez von Agustín Lara, Historia de un amor von Carlos Almarán, Somos von Mario Clavell, Sufrir von Francisco Flores del Campo und Vivo otra vida von Jaime Atria. 